# Wundschuher Teich
Wundschuher Teich är en sjö i Österrike.   Den ligger i förbundslandet Steiermark, i den östra delen av landet, 160 km söder om huvudstaden Wien. Wundschuher Teich ligger 340 meter över havet.
Omgivningarna runt Wundschuher Teich är en mosaik av jordbruksmark och naturlig växtlighet. Runt Wundschuher Teich är det ganska tätbefolkat, med 104 invånare per kvadratkilometer.